# الوثن (صنعاء)

تعديل مصدري - تعديل

الوثن هي إحدى قرى الجمهورية اليمنية. تتبع جغرافيا لمحافظة صنعاء و إداريًا لمديرية بلاد الروس. يبلغ تعداد سكانها 1406 نسمة حسب الإحصاء الذي أجري عام 2004.